# デボラがライバル
『デボラがライバル』は、多田かおるによる日本の漫画作品。また、これを原作とした同名の映画作品。単発作品「さびしがりやのデボラ」（全1巻）、「きまぐれエンジェル」（全1巻)、「君の名はデボラ」(全2巻)からなる「デボラ」シリーズとして発表されたのち、まとめてデボラがライバルに改題された。別冊マーガレットに掲載。

## 概要
大学デビューして独り暮らしのためマンションに引っ越した朝代。隣の住人が金髪の美青年・デボラこと市松梅之助で喜んだのも束の間、彼はオカマだったことが発覚！デボラが女に興味はないと知りながら、朝代は何かと面倒を見てくれる彼に恋をしてしまう。すったもんだの末にデボラと交際にこぎつけた朝代だったが…？

## 登場人物
関本朝代
主人公で大学一年生。ドジで天然だが明るくひたむきな性格。家事全般が苦手。初めはデボラを女の子として見ていたが、彼の意外な優しさに触れる内に恋心を抱いてしまう。
市松梅之助(デボラ)
大学二年生。朝代の隣の部屋の住人。金髪のビジュアル系イケメンだが女言葉を使うオネエ。実家は茶道の家元。高慢そうな物言いとは裏腹に面倒見が良くて情に厚い。女子力抜群で、料理炊事洗濯を完璧にこなす。女性に興味はないはずが、朝代にだけは「ムラムラ」してしまい葛藤する。
ジェニー
ゲイバーで働くニューハーフ。
関本良一
朝代の父。デボラを気に入らず、朝代を会社の部下と結婚させようとする。
関本加奈
朝代の妹。

## 実写映画
同名コミックを伴一彦が脚色・松浦雅子が監督で映画化。1997年8月9日公開。主演は吉川ひなの。当時の人気アイドルを主演に迎えたぼくたちの映画シリーズ第3期作品。舞台を大学のアメフト部に移し、内容も青春映画に一新されている。

### ストーリー
大学アメフトリーグの決勝戦、惜しくも若葉大学に敗れた光明大学のアメフトチーム「アルバトロス」のキャプテン・五十嵐に一目惚れし、光明大学に入学した朝代。親を説得して一人暮らしを始めたマンションの隣の住人がアメフト部の選手だと知って五十嵐の部屋かと期待した朝代だが、そこは名クォーターバックでオカマのデボラこと市松の部屋だった。

### キャスト
- 関本朝代：吉川ひなの
- 市松梅之助（デボラ）：谷原章介
- 五十嵐雅人：松岡俊介
- 本間しずか：篠原ともえ
- 岩瀬千秋：長谷川理恵
- 関本麗子：山村美智子
- 登川教授：清水綋治
- ドラッグクイーン：ザ・コンボイ・ショウ
- ゲイ：武野功雄
- 解説者：後藤完夫
- アナウンサー：福井謙二
- 医者：河相我聞
- 伊藤英明

### スタッフ
- 監督：松浦雅子
- 脚本：伴一彦
- 原作：多田かおる
- エグゼクティブ・プロデューサー：松下千秋、佐藤信彦、阿部秀司
- 企画：重村一、久板順一朗
- プロジェクト・プロデューサー：宅間秋史
- プロデューサー：重岡由美子、堀部徹
- 撮影：伊藤昭裕
- 美術：清水明彦
- 音楽：トーレ・ヨハンソン
- 主題歌：吉川ひなの
- 録音：山方浩
- 音響効果：伊藤進一
- 照明：白岩正嗣
- 編集：川島章正
- コスチューム：智加江
- 選曲：武田康宏
- ライン・プロデューサー：安藤親広
- 助監督：橋本直樹
- スクリプター：柳沼由加里
- スチール：チャールズ村上